# Ronde van Italië 2013/Derde etappe
De derde etappe van de Ronde van Italië 2013 werd op 6 mei verreden. De renners reden in een heuvelrit van Sorrento over een afstand van 222 kilometer naar Marina di Ascea. De Italiaan Luca Paolini wist alleen over de finish te komen. Hij won de etappe en veroverde roze trui.

## Verloop
In de heuvelrit naar Marina di Ascea was er zowel een klim van de derde als van de tweede categorie. Op de eerste klim van de dag, die van de tweede categorie, de San Mauro Cilento wist de Belg Willem Wauters uit de kopgroep als eerste boven te blijven. Deze kopgroep hield echter geen stand en op de tweede beklimming, die van de Sella Di Cantona, was het de Canadese titelverdediger Ryder Hesjedal die de aanval inzette. Mede door zijn werk en dat van de Italiaan Valerio Agnoli bleef er een select groepje over dat aan de afdaling van de Sella Di Cantona begon. Op deze ongeveer twintig kilometer lange afdaling sprong de Italiaan Luca Paolini weg. Hij wist een voorsprong te behalen en werd niet meer teruggepakt. De Nederlanders Robert Gesink en Steven Kruijswijk namen de kop in het achtervolgend peloton. Ze gingen echter beide onderuit in een bocht en namen de Italiaan Michele Scarponi mee in hun val. Alleen Gesink kon snel zijn weg vervolgen en wist de aansluiting nog te vinden. Zowel de fiets van Kruijswijk als die van Scarponi was stuk, waardoor beide renners veel tijd verloren. Beneden werd er achter Paolini nog gesprint voor de bonificatieseconden. Hierin was de Australiër Cadel Evans de snelste, gevolgd door de Canadees Ryder Hesjedal.
De Italiaan Luca Paolini wist met zijn etappezege ook de leidende positie in het algemeen klassement te veroveren. Hij wordt op de tweede plaats gevolgd door de Brit Bradley Wiggins en op de derde plaats volgt de Colombiaan Rigoberto Urán. Beide renners van Sky hebben zeventien seconden achterstand op de leider. De eerste Nederlander is Pieter Weening. Met een achterstand van 45 seconden staat hij op de veertiende plaats. De beste Belg is Serge Pauwels. Hij staat op de vijftigste plaats met een achterstand van twee minuten en 41 seconden.
Naast de leidende positie in het algemeen klassement pakte de Italiaan Luca Paolini ook genoeg punten voor het puntenklassement. Hij neemt daar de leiding over van de Brit Mark Cavendish. Maar Cavendish zal ook in de vierde etappe de rode trui blijven dragen, omdat Paolini het roze al om de schouders heeft. In het bergklassement wist de Belg Willem Wauters als eerste boven te komen op de San Mauro Cilento. Hij pakte daardoor genoeg punten om de leiding te nemen in het bergklassement. De Italiaan Fabio Aru is de snelste in het jongerenklassement en de Russische Katjoesja ploeg is leider in het ploegenklassement.

## Uitslag
| Sorrento - Marina di Ascea (222 km) |                    |                           |          |
| Plaats                              | Naam               | Ploeg                     | Tijd     |
| Winnaar                             | Luca Paolini       | Team Katjoesja            | 5u43'50" |
| 2                                   | Cadel Evans        | BMC Racing Team           | + 16"    |
| 3                                   | Ryder Hesjedal     | Team Garmin-Sharp         | z.t.     |
| 4                                   | Mauro Santambrogio | Vini Fantini-Selle Italia | z.t.     |
| 5                                   | Samuel Sánchez     | Euskaltel-Euskadi         | z.t.     |
| 6                                   | Giampaolo Caruso   | Team Katjoesja            | z.t.     |
| 7                                   | Pieter Weening     | Orica-GreenEdge           | z.t.     |
| 8                                   | Bradley Wiggins    | Sky ProCycling            | z.t.     |
| 9                                   | Beñat Intxausti    | Team Movistar             | z.t.     |
| 10                                  | Robert Gesink      | Blanco Pro Cycling        | z.t.     |
|                                     |                    |                           |          |
| 43                                  | Serge Pauwels      | Omega Pharma-Quickstep    | + 1'52"  |

## Klassementen
| Algemeen klassement |                  |                        |          |
| Plaats              | Naam             | Ploeg                  | Tijd     |
| Roze trui           | Luca Paolini     | Team Katjoesja         | 9u04'32" |
| 2                   | Bradley Wiggins  | Sky ProCycling         | + 17"    |
| 3                   | Rigoberto Urán   | Sky ProCycling         | z.t.     |
| 4                   | Beñat Intxausti  | Team Movistar          | + 26"    |
| 5                   | Valerio Agnoli   | Astana Pro Team        | + 31"    |
| 6                   | Vincenzo Nibali  | Astana Pro Team        | z.t.     |
| 7                   | Ryder Hesjedal   | Team Garmin-Sharp      | + 34"    |
| 8                   | Giampaolo Caruso | Team Katjoesja         | + 36"    |
| 9                   | Joeri Trofimov   | Team Katjoesja         | + 36"    |
| 10                  | Sergio Henao     | Sky ProCycling         | + 37"    |
|                     |                  |                        |          |
| 14                  | Pieter Weening   | Orica-GreenEdge        | + 45"    |
| 50                  | Serge Pauwels    | Omega Pharma-Quickstep | + 2'41"  |

| Puntenklassement |                |                        |        |
| Plaats           | Naam           | Ploeg                  | Punten |
| Rode trui        | Luca Paolini   | Team Katjoesja         | 29     |
| 2                | Mark Cavendish | Omega Pharma-Quickstep | 28     |
| 3                | Cadel Evans    | BMC Racing Team        | 20     |
|                  |                |                        |        |
| 12               | Bert De Backer | Argos-Shimano          | 11     |
| 18               | Pieter Weening | Orica-GreenEdge        | 9      |

| Bergklassment |                   |                   |        |
| Plaats        | Naam              | Ploeg             | Punten |
| Blauwe trui   | Willem Wauters    | Vacansoleil-DCM   | 9      |
| 2             | Giovanni Visconti | Team Movistar     | 8      |
| 3             | Manuele Boaro     | Team Saxo-Tinkoff | 5      |
|               |                   |                   |        |
| 13            | Martijn Keizer    | Vacansoleil-DCM   | 1      |

| Jongerenklassement |                         |                    |          |
| Plaats             | Naam                    | Ploeg              | Tijd     |
| Witte trui         | Fabio Aru               | Astana Pro Team    | 9u05'37" |
| 2                  | Rafał Majka             | Team Saxo-Tinkoff  | + 29"    |
| 3                  | Carlos Alberto Betancur | AG2R-La Mondiale   | + 36"    |
|                    |                         |                    |          |
| 4                  | Wilco Kelderman         | Blanco Pro Cycling | + 1'16"  |
| 16                 | Willem Wauters          | Vacansoleil-DCM    | + 7'51"  |

| Ploegenklassement |                 |           |
| Plaats            | Ploeg           | Tijd      |
|                   | Team Katjoesja  | 26u30'20" |
| 2                 | Sky ProCycling  | + 17"     |
| 3                 | Astana Pro Team | + 45"     |

1e etappe ·
2e etappe ·
3e etappe ·
4e etappe ·
5e etappe ·
6e etappe ·
7e etappe ·
8e etappe ·
9e etappe ·
10e etappe ·
11e etappe ·
12e etappe ·
13e etappe ·
14e etappe ·
15e etappe ·
16e etappe ·
17e etappe ·
18e etappe ·
19e etappe ·
20e etappe ·
21e etappe
Startlijst · Eindstanden · Afbeeldingen